# Просчёт
«Просчёт» (англ. Eggtown) — четвёртый эпизод четвёртого сезона драматического телесериала «Остаться в живых», и 76-й во всём сериале. Премьера эпизода состоялась на канале ABC 21 февраля 2008 года в США и на канале CTV в Канаде. Сценарий к эпизоду написали Элизабет Сарнофф и Греггори Нэйшнс, а режиссёром стал Стивен Уильямс. Это первый эпизод по сценарию Нэйшнса.
Действие сюжета на острове происходит в конце декабря 2004 года, через 90 с лишним дней после крушения рейса Oceanic Airlines 815. Во флешфорварде, после побега с острова, Кейт (Эванджелин Лилли) находится на суде за её многочисленные преступления, которые она совершила до попадания на остров. «Просчёт» посмотрели 15 миллионов зрителей, и он получил смешанные отзывы от критиков. Концовка эпизода получила похвалу, но медленный темп подвергся критике.

## Сюжет
Джон Локк (Терри О'Куинн) держит Бена Лайнуса (Майкл Эмерсон) в плену в подвале дома, который он занял в Казармах. Он готовит ему завтрак, включая два оставшихся яйца, которые он жарит вместе со свежей дыней, но Бен издевается над ним, и Локк становится раздосадованным. Кейт заключает сделку с пленником Локка, Майлзом Стромом (Кен Люн): он расскажет ей всё, что знает о ней, если сможет поговорить с Беном хотя бы минуту. Майлз хочет вымогать у Бена $3,2 миллиона, а взамен Майлз обещает сказать своему работодателю, что Бен мёртв. Майлз даёт Бену неделю, чтобы найти деньги. Прежде чем их находит Локк, Майлз говорит, что он знает всё о прошлом Кейт. Локк изгоняет Кейт из Казарм и отправляется в домик у озера, где держат Майлза. Локк кладёт Майлзу в рот гранату, и если он выплюнет её, то умрёт. Кейт спит вместе с Сойером (Джош Холлоуэй), но не занимается с ним сексом. Прежде чем Кейт уйдёт в лагерь на пляже, она даёт Сойеру пощёчину после того, как он говорит, что она просто притворяется рассерженной, чтобы вернуться к Джеку Шепарду (Мэттью Фокс) и продолжить их любовный треугольник.
Между тем Джек возвращается в лагерь выживших на пляже с Джульет Бёрк (Элизабет Митчелл) и новичками, Дэниелом Фарадеем (Джереми Дэвис) и Шарлоттой Льюис (Ребекка Мэйдер). Джек и Джульет всё больше беспокоятся из-за серии неудачных попыток связаться с кораблём по спутниковому телефону и убедиться, что Саид Джарра, Десмонд Хьюм и Фрэнк Лапидус, которые улетели на вертолёте к кораблю прошлым вечером, благополучно прилетели. Этим вечером, когда Шарлотта проверяет память Дэниела с помощью игральных карт (Дэниел успешно запоминает две из трёх карт, и Шарлотта отмечает, что это «прогресс»), Джек и Джульет спрашивают, нет ли другого телефонного номера, который они могли бы использовать. Шарлотта звонит по экстренному номеру и говорит с Реджиной (Зои Белл), которая сообщает, что вертолёт так и не прилетел.
Покинув остров, Кейт стала известной как одна из Шестёрки Oceanic. Её судят за многочисленные преступления, совершённые до катастрофы, и она не признаёт себя виновной. Поскольку Кейт выступает против привлечения её сына к суду, Джек вызван в качестве свидетеля. Он даёт ложные показания, говоря, что рейс 815 упал в воду, выжило в катастрофе всего восемь человек, но с тех пор погибло двое из них, и в основном Кейт была ответственна за выживание Шестёрки Oceanic. Кейт говорит со своей матерью, Дайан Дженссен (Бет Бродерик), впервые за четыре года. Дайан больше не сердится на Кейт, потому что её точка зрения изменилась, когда она подумала, что Кейт погибла в авиакатастрофе. Когда Дайан, главный свидетель обвинения, больше не хочет давать показания против своей дочери, окружной прокурор заключает сделку о признании вины: Кейт получает десять лет условно, но должна остаться в штате Калифорния. Джек встречается с Кейт на автостоянке. Он признаётся, что всё ещё любит её (в отличие от своих ложных показаний под присягой от её имени), и просит с ней выпить кофе. Кейт отвечает, что они не будут встречаться, пока он не захочет навестить её ребёнка. Затем выясняется, что Кейт воспитывает сына Клэр Литтлтон (Эмили де Рэвин), Аарона, как своего собственного.

## Производство

Бен читает «Валис» и ест яйца

Греггори «Грегг» Нэйшнс был сценарным координатором в конце 1990-х годов для телесериала CBS «Детектив Нэш Бриджес». Шоураннеры «Остаться в живых» Деймон Линделоф и Карлтон Кьюз — первый из которых был сценаристом в «Нэше Бриджесе», а второй был шоураннером сериала — наняли Нэйшнса в качестве сценарного координатора «Остаться в живых» в 2005 году во время подготовки ко второму сезону. Нэйшнс пересмотрел каждый эпизод и создал «библию» и временную шкалу сериала. Нэйшнс написал свой первый сценарий для «Просчёта». Нэйшнс потом будет повышен до сопродюсера в пятом сезоне шоу.
В сентябре 2007 года Линделоф и Кьюз объявили, что «Просчёт» завершит потенциальную беременность Кейт. Занявшись несколько раз сексом в третьем сезоне, Кейт и Сойер начинают задаваться вопросом, беременна ли Кейт. В «Просчёте» Кейт заявляет Сойеру, что она не беременна, и Сойер радуется, из-за чего Кейт злится на него и покидает Казармы. Эванджелин Лилли была в восторге от новой связи Кейт с Аароном. Лилли сказала, что если бы она смогла сыграть другого персонажа из «Остаться в живых», то это была бы Клэр из-за Аарона. Теперь ей достаётся Аарон, когда она играет Кейт. Ей также нравилось то, что Кейт было больше ответственности, потому что это ставит её в другую ситуацию по сравнению с предыдущими сезонами.
Слово «Eggtown» напрямую не упоминается в эпизоде, из-за чего в интернете появились разные предположения и путаница. По словам Линделофа и Кьюза, это было «самое расспрашиваемое название в шоу». Джефф Дженсен из «Entertainment Weekly» предположил, что название было отсылкой к древней концепции мирового яйца, или к дилемме курицы и яйца, в то время Джон Кубисек из «BuddyTV» предположил, что это был отклик к детской книге и фильму под названием «Необыкновенное приключение в городе пасхальных яиц», где петухи пытаются украсть пасхальные яйца у животных из города под названием Эгг-Таун, или что это был намёк на жаргонный термин Великой депрессии, который использовался в 1930-х годах, чтобы описать плохую сделку. Линделоф и Кьюз подтвердили, что эпизод был так назван в первую очередь потому, что Локк жарит яйца на завтрак Бену, а во вторую очередь потому, что история имеет дело с возможной беременностью Кейт.
«Просчёт» продолжает следовать формуле сериала по включению различных литературных отсылок, которые могут ссылаться на любимые книги сценаристов или истории, похожие на истории персонажей. Локк даёт Бену «ВАЛИС» Филипа К. Дика, научно-фантастический роман 1981 года о гностическом видении одного из аспектов Бога. Сойер читает «Изобретение Мореля», научно-фантастический роман 1941 года аргентинского писателя Адольфо Биой Касареса, в котором беглец прячется на необитаемом тихоокеанском острове, где люди не существуют и являются лишь образами.
Хёрли также спрашивает Джеймса, не хочет ли он посмотреть «Ксанаду» или вымышленный фильм под названием «Рок Сатаны», но Джеймс отвечает, что он читает книгу. Затем Хёрли включает «Ксанаду» и начинает звучать заглавная песня фильма.

## Реакция

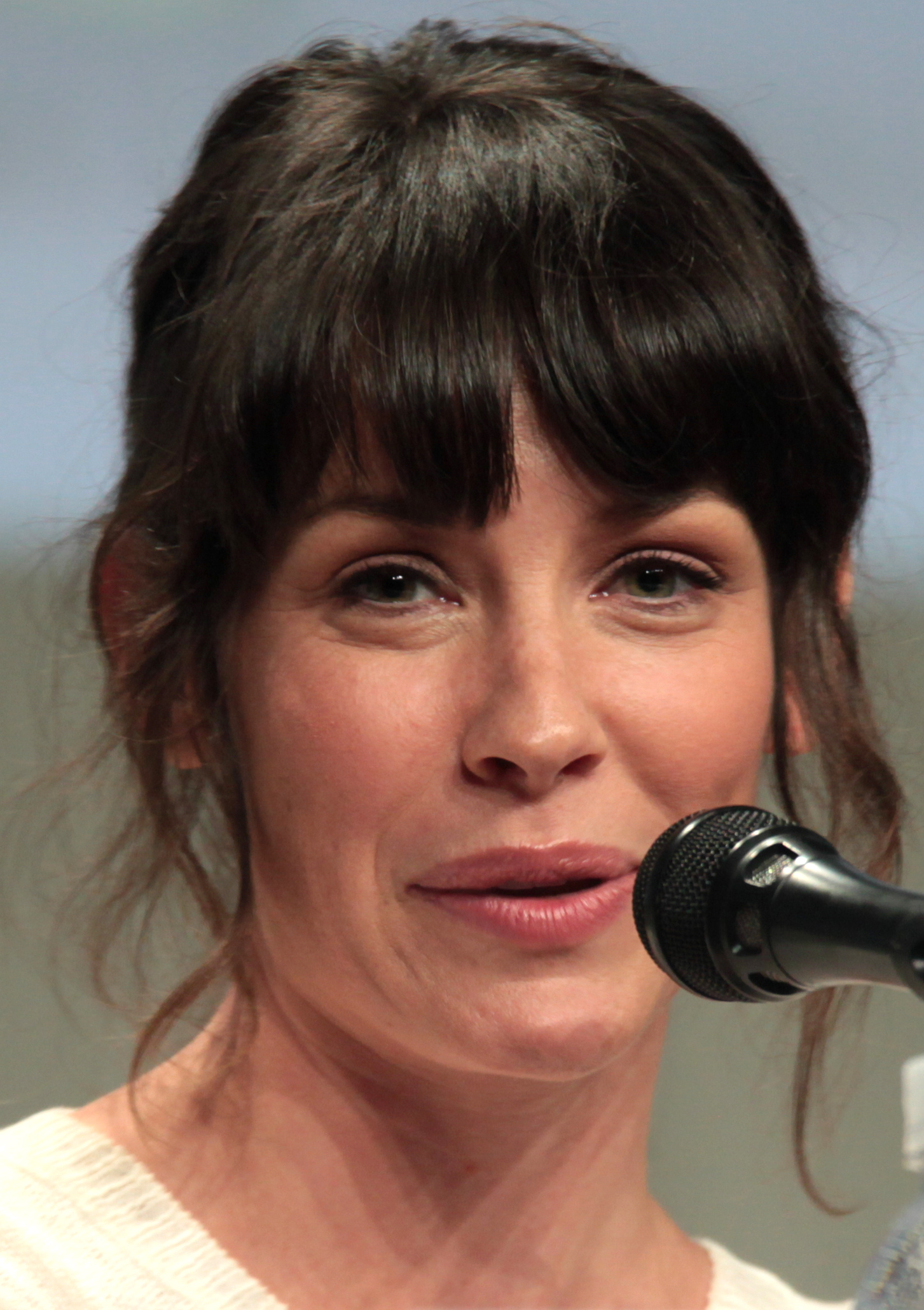
Роберт Бьянко из «USA Today» похвалил игру Эванджелин Лилли, но Дайан Вертс из «Newsday» раскритиковала её.

«Просчёт» посмотрели 13,647 миллионов американских зрителей, что ставит «Остаться в живых» на 7-е место по количеству просмотров на неделе в рейтинге Нильсена. В целом эпизод посмотрело 15,438 миллионов зрителей, включая тех, кто посмотрел эпизод в течение семи дней показа, что делает его самым популярным шоу недели. Доля зрителей категории возраста 18-49 лет составляет 5,7/13. В Канаде эпизод посмотрел 1,615 миллион зрителей, что делает его 9-м самым просматриваемым шоу недели. В Великобритании «Остаться в живых» привлёк 1,1 миллион зрителей. На фоне спекуляций, что «Остаться в живых» будет снят с графика, 780 000 австралийцев подключились к просмотру «Просчёта» и сделали его девятнадцатым самым просматриваемым шоу в тот вечер. Тем не менее, он вошёл в десятку лучших программ вечера среди зрителей из каждой категории возраста: 25-54, 18-49 и 16-39 лет.
Роберт Бьянко из «USA Today» похвалил игру Лилли, заявив, что она почти достойна номинации на премию «Эмми». Майкл Осиелло из «TV Guide» назвал «Просчёт» лучшим эпизодом из первых четырёх эпизодов четвёртого сезона. Никки Стаффорд из «Wizard» описала его как «отличный эпизод» и заметила, что в нём есть «первый разговор между Джином и Сун в сезоне. Интересно, что в прошлом сезоне так много фанатов были во всеоружии [к началу третьего сезона], потому что мы не видели других персонажей достаточно, а в этом сезоне мы видим других персонажей ещё меньше, но никто не жалуется. Похоже, сценаристы нашли наконец-то правильный баланс». Джефф Дженсен из «Entertainment Weekly» считал, что этот эпизод «был посвящён перемещению всех тлеющих сюжетов вперёд, чтобы следующие эпизоды могли отвезти их домой». Кристин Дос Сантос из «E!» назвала финальный сюжетный поворот эпизода «фантастическим» и «неожиданным». Бен Роусон-Джонс из «Digital Spy» назвал его лучшим из первых четырёх эпизодов сезона, и дал эпизоду четыре звезды из пяти, сказав, что «сцены в зале суда были очень хорошо исполнены, с заметной разницей в характеризации Джека, [который] стал известен как надёжный, честный тип с момента крушения рейса Oceanic 815, так что его вопиющая ложь об острове под присягой была определённо вопиющей». Эрин Мартелл из «AOL» сделала положительный обзор на «Просчёт», написав, что «не многие шоу смогли смешать такие темы, как шантаж, гранаты и материнство в одном эпизоде, но „Остаться в живых“ удалось это сделать». Джон Лаконис из «UGO» утверждал, что «„Остаться в живых“ вновь взорвало умы всех» благодаря «Просчёту». Оскар Дал из «BuddyTV» прокомментировал эпизод так: «Те последние несколько сцен-[флэш]форвардов были гениальными. Сценаристы действительно превзошли самих себя». Джей Глатфелтер из «The Huffington Post» считал, что «Просчёт» «эффективно поддерживал бешеный темп, заданный этим сезоном, отвечая на некоторые действительно хорошие вопросы и эффективно задавая новые».
Патрик Дэй из «Los Angeles Times» посчитал, что у «Просчёта» был более медленный темп, чем у других эпизодов сезона, и сказал, что «сцена со свидетельскими показаниями как форум для разоблачения ... не имеет привлекательности для меня». У Дайан Вертс из «Newsday» были смешанные чувства по поводу «Просчёта». Она раскритиковала недостаток сюжетных поворотов, заявив, что «то „раскрытие“, произошедшее в последнюю секунду, [где Кейт заботится об Аароне] оказалось немного неудачным». Вертс также раскритиковала постановку и актёрскую игру, сказав, что сцена суда была «мягко предоставлена», а Лилли и Фокс были «невыразительными». Алан Сепинволл из «The Star-Ledger» назвал «Просчёт» «самым слабым эпизодом сезона», отчасти потому, что он также не был впечатлён недостатком сюжетных поворотов, и что он не считает Кейт захватывающим персонажем. Карла Питерсон из «The San Diego Union-Tribune» дала смешанный обзор, написав, что «вчерашний эпизод „Остаться в живых“ не был удивительным, пока он не ударил нас по голове сюжетным искривлением, которое оставило нас неспособными вспомнить, какие сомнения у нас могли быть, скажем, за минуту до этого». Дэниел из «TMZ» дал эпизоду оценку «D», отчасти потому, что концовка с сюжетным поворотом была испорчена для него. Крис Каработт из IGN оценил его как худший из первых четырёх эпизодов, дав ему рейтинг 7,6/10. Он написал, что флешфорвард был «неуместен», и что «финальное раскрытие было шокирующим... но „Остаться в живых“ не может выживать лишь на одних шокирующих моментах». Дэниел Макикерн из «Television Without Pity» дал эпизоду оценку «B», самую низкую оценку для эпизода четвёртого сезона на сайте.